# كورنفستهايم
كرونوستهايم (بالألمانية: Kornwestheim) هي Grosse Kreisstadt، مدينة وبلدة ألمانية تقع في ألمانيا في لودفيغسبورغ. يقدر عدد سكانها بـ 30,789 نسمة .

## المدن التوأمة
مدن فيلنوف سان جورج، Eastleigh، فايسنفلس وكيمري هي مدن توأمة لـكرونوستهايم.